# Giorgi Edischeraschwili
Giorgi Edischeraschwili (georgisch გიორგი ედიშერაშვილი englisch Giorgi Edisherashvili, aserbaidschanisch Georgi Edişeraşvili; * 17. März 1988 in der Georgischen SSR, Sowjetunion) ist ein georgischer Ringer, der seit 2016 für Aserbaidschan startet. Er wurde 2013, 2017 und 2018 Europameister im freien Stil im Bantamgewicht.

## Werdegang
Giorgi Edischeraschwili begann als Jugendlicher 1999 mit dem Ringen. Er gehörte einem Ringerclub in Tiflis an und wurde von Dawid Chursija trainiert. Er konzentrierte sich voll auf den freien Stil. Bei einer Größe von 1,65 Metern startete er im Bantamgewicht, der Gewichtsklasse bis 55 kg Körpergewicht. Z.Zt. ist Ringen auch sein Beruf.
Seinen ersten Start bei einer internationalen Meisterschaft absolvierte er bei der Junioren-Europameisterschaft (Altersgruppe Cadets) im Jahre 2005 in Tirana. Er gewann dabei den Titel in der Gewichtsklasse vos 50 kg. In den folgenden Jahren startete er noch bei der Junioren-Weltmeisterschaft 2007 in Peking und der Junioren-Europameisterschaft 2008 in Kosice, konnte sich dort aber beide Male nicht im Vorderfeld platzieren.
Auch bei den Senioren kam er zunächst zu keinen internationalen Einsätzen mehr, weil er in Georgien in seiner Gewichtsklasse hinter Bessarion Gotschaschwili und Wladimer Chintschegaschwili nur die Nummer 3 war. Im Jahre 2012 wurde Bessarion Gotschaschwili aber des Dopings überführt und bis zum 27. Juni 2014 gesperrt, und Ende des Jahres 2012 wechselte Wladimer Chintschegaschwili, der Silbermedaillengewinner von London, in die Federgewichtklasse. Damit war der Weg an die Spitze in Georgien für Giorgi Edischeraschwili frei. Er bewies das schon bei der georgischen Meisterschaft 2012 im Dezember dieses Jahres, als er im Bantamgewicht georgischer Meister wurde. Er wurde daraufhin bei der Europameisterschaft 2013 im heimischen Tiflis eingesetzt und gewann dort mit Siegen über Yashar Alijew, Aserbaidschan, Zohair El Quarrange, Frankreich, Artjom Gebekow, Russland und Wladislaw Andrejew, Weißrussland, den Europameistertitel im Bantamgewicht.
Mit der georgischen Mannschaft gewann er beim European Nations Cup (8.–11. November 2013) in Moskau die Silbermedaille. Nachdem die dort durchgeführte Dopingprobe positiv war, wurde er für zwei Jahre gesperrt und verpasste so auch die Olympiaqualifikation. Seit 2016 startet er für Aserbaidschan und gewann bei den Europameisterschaften 2017 und 2018 jeweils die Goldmedaille in seiner Gewichtsklasse bis 57 kg.

## Internationale Erfolge
| Jahr | Platz | Wettbewerb                                               | Gewichtsklasse | Ergebnisse |
| 2005 | 1.    | Junioren-EM (Cadets) in Tirana                           | bis 50 kg      | vor Ljubomir Semak, Ukraine und Eltschin Hasanow, Aserbaidschan                                                  |
| 2007 | 25.   | Junioren-WM in Peking                                    | Bantam         | Sieger: Dschamal Otarsultanow, Russland vor Sezer Akgül, Türkei und Tim Schleicher, Deutschland                  |
| 2008 | 2.    | Intern. "Freidenfels"-Juniorenturnier in Riga            | Bantam         | hinter Mikola Aiwasjan, Ukraine, vor Yaschar Alijew, Aserbaidschan und Ruslan Seksenbajew, Kasachstan            |
| 2008 | 15.   | Junioren-EM in Kosice                                    | Bantam         | Sieger: Ibrahim Yorulmaz, Türkei vor Tim Schleicher                                                              |
| 2009 | 10.   | Welt-Cup in Teheran                                      | Bantam         | Sieger: Juri Ledenow, Russland vor Abbas Dabaghi Souraki, Iran und Dschamal Otarsultanow                         |
| 2010 | 9.    | Golden-Grand-Prix in Tiflis                              | Bantam         | Sieger: Ghenadie Tulbea, Monaco vor Namig Sewdimow, Aserbaidschan                                                |
| 2011 | 8.    | "Alexander-Medwed"-Preis in Minsk                        | Bantam         | Sieger: Wladislaw Andrejew vor Samuel Hazewinkel, USA                                                            |
| 2011 | 1.    | "Giwi-Kartosija & Wachtang-Balawadse"-Memorial in Tiflis | Bantam         | vor Ahmet Peker, Türkei, Tristani Tschirgadse und Giwi Dawidowi, beide Georgien                                  |
| 2011 | 2.    | Golden-Grand-Prix in Baku                                | Bantam         | hinter Machmud Magomedow, Aserbaidschan, vor Selimchan Daudow, Russland und Ruslan Seksenbajew, Kasachstan       |
| 2011 | 5.    | "Moscow Lights"                                          | Bantam         | hinter Nariman Israpilow, Petr Schwiwzew, beide Russland, Machmud Magomedow und Radoslaw Welikow, Bulgarien      |
| 2012 | 3.    | Golden-Grand-Prix in Teheran                             | Bantam         | hinter Nariman Israpilow und Bajaraagiin Naranbaatar, Mongolei                                                   |
| 2012 | 6.    | Welt-Cup in Baku                                         | Bantam         | Sieger: Machmud Magomedow vor Yasuhiro Inaba, Japan und Samuel Hazewinkel                                        |
| 2012 | 8.    | Golden-Grand-Prix in Baku                                | Bantam         | Sieger: Nariman Israpilow vor Naik Sawdemzadeh, Aserbaidschan                                                    |
| 2013 | 2.    | "Yasar-Dogu"-Memorial in Ankara                          | Bantam         | hinter Alexander Korjakin, Russland, vor Sezer Akgül und Yashar Alijew, Aserbaidschan                            |
| 2013 | 1.    | EM in Tiflis                                             | Bantam         | nach Siegen über Yashar Alijew, Zoheir El Quarrange, Frankreich, Artjom Gebekow, Russland und Wladislaw Andrejew |
| 2013 | 3.    | Golden-Grand-Prix in Sassari                             | Feder          | hinter Wladimer Chintschegaschwili, Georgien und Franklin Gómez, Puerto Rico, gemeinsam mit Erkan Bakir, Türkei  |
| 2013 | 1.    | "Stepan-Sargisjan"-Memorial in Vanazdor/Armenien         | Bantam         | vor Angel Escobedo, USA, Mihran Jaburjan und Ogan Gikinjan, beide Armenien                                       |

## Georgische Meisterschaften
(soweit bekannt)
| Jahr | Platz | Gewichtsklasse | Ergebnisse                                           |
| 2013 | 1.    | Bantam         | vor Giwi Dawidowi, Lascha Lalachadse und Otar Gogawa |

## Erläuterungen
- alle Wettbewerbe im freien Stil
- WM = Weltmeisterschaft, EM = Europameisterschaft
- Bantamgewicht, Gewichtsklasse bis 55 kg, Federgewicht bis 60 kg Körpergewicht